# Бриджвотер, Тедди
Теодор Эдмонд Бриджвотер II (англ. Theodore Edmond "Teddy" Bridgewater II, род. 10 ноября 1992 года) — игрок в американский футбол, выступающий на позиции в квотербека в клубе Национальной футбольной лиги «Миннесота Вайкингс». До прихода в НФЛ Бриджвотер выступал за футбольный клуб Луисвиллского университета. Был выбран в первом раунде на драфте НФЛ 2014 года.

## Биография
Тедди Бриджвотер родился 10 ноября 1992 года в Майами, в семье Роуз Мерфи и был четвёртым ребёнком в семье. В 2014 году он окончил Луисвиллский университет по специальности «Спортивное администрирование».

## Профессиональная карьера
Уже к апрелю 2013 года Бриджвотер, как и Джейдевион Клауни и Джонни Мэнзел, рассматривался как один из самых перспективных игроков на драфте НФЛ 2014 года. Согласно обзорам, если бы он выставил свою кандидатуру на драфте 2013 года, то скорее всего из всех квотербеков его бы выбрали раньше других. В какой-то момент его даже называли возможным первым выбором драфта 2014 года. 1 января 2014 года Тедди объявил, что не останется ещё на год в университете, а выставит свою кандидатуру на драфт.
Бриджвотер был выбран на драфте НФЛ 2014 года под последним 32 номером первого раунда клубом «Миннесота Вайкингс». Чтобы заполучить квотербека «Вайкингс» обменяли право выбора во втором и четвёртых раундах клубу «Сиэтл Сихокс». Вскоре после драфта Тедди подписал четырёхлетний контракт на 6,85 млн долларов с поощрительной премией в размере 3,3 млн долларов.
30 августа 016 года во время тренировки команду Бриджвотер получил травму левой ноги, из-за чего был вынужден пропустить весь сезон 2016 года. В результате потери своего стартового квотербека, «Вайкингс» обменяли право выбора в первом раунде драфта НФЛ 2017 года и право выбора в четвёртом раунде на драфте 2018 года в «Филадельфию Иглз» на Сэма Брэдфорда.